# 2061 Anza
2061 Anza è un asteroide near-Earth del diametro medio di circa 2,6 km. Scoperto nel 1960, presenta un'orbita caratterizzata da un semiasse maggiore pari a 2,2641049 UA e da un'eccentricità di 0,5374855, inclinata di 3,77286° rispetto all'eclittica.
Il nome deriva dal capitano ed esploratore spagnolo Juan Bautista de Anza.